# Bradysia bispina
Bradysia bispina là một ruồi trong họ Sciaridae, thuộc chi Bradysia. Loài này được Fisher miêu tả khoa học đầu tiên năm 1938.